# Obeidia leopardaria
Obeidia leopardaria là một loài bướm đêm trong họ Geometridae.